# Rudolf Havenstein
Rudolf Havenstein, född 10 mars 1857 i Meseritz i den preussiska provinsen Posen, död 20 november 1923 i Berlin, var en tysk finansman.
Havenstein, som från 1908 var chef för tyska riksbanken, fick bära anvsvaret för den tyska inflationspolitiken, som efter första världskriget ledde till katastrof för den tyska valutan. Han ökade före kriget kraftigt riksbankens guldförråd och kämpade sedan energiskt för dess bibehållande.